# Distretto di Gučin-Us
Il distretto di Gučin-Us è uno dei diciannove distretti (sum) in cui è suddivisa la provincia del Ôvôrhangaj, in Mongolia. Conta una popolazione di 2.260 abitanti (censimento 2008). 